# Parafia Poczęcia św. Jana Chrzciciela w Człuchowie
Parafia greckokatolicka pw. Poczęcia św. Jana Chrzciciela w Człuchowie – parafia greckokatolicka w Człuchowie. Parafia należy do eparchii olsztyńsko-gdańskiej i znajduje się na terenie dekanatu gdańskiego.

## Historia parafii
Parafia greckokatolicka pw. Poczęcia św. Jana Chrzciciela w Człuchowie funkcjonuje od 1991 r., księgi metrykalne są prowadzone od roku 1992.

## Świątynia parafialna
Cerkiew greckokatolicka znajduje się w Człuchowie przy ulicy Traugutta 12.

## Duszpasterstwo
Proboszczowie:
- ks. Piotr Szwec-Nadworny (1991-2001),
- ks. Roman Ferenc (2001-2023)
- ks. dr Artem Nakonechnyy - od 2023